# 六興站

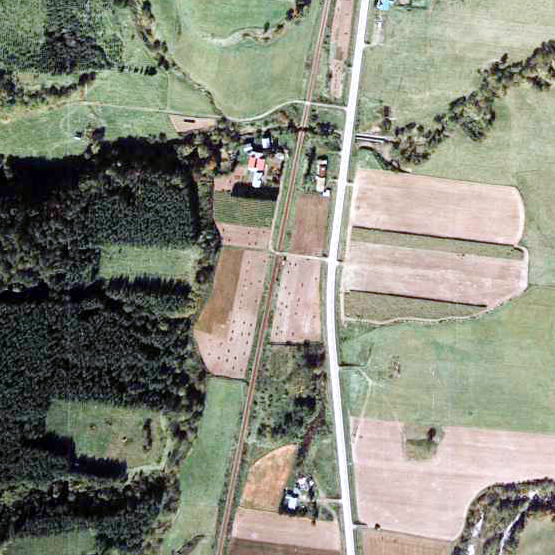
1978年的六興臨時乘降場與方圓約500米範圍。上方為紋別方向。在紋別一方設有小型平交道。平交道右邊設有小型候車室。

六興站（日语：／ Rokkō eki */?）是位於北海道紋別郡西興部村字六興，北海道旅客鐵道（JR北海道）的名寄本線車站（廢站）。隨著名寄本線廢線，車站在1989年（平成元年）5月1日廢除。
部分普通列車通過此站，截至1989年（平成元年）4月30日（廢除前的時間表），下行2班和上行3班列車通過此站。

## 歷史
- 1959年（昭和34年）4月20日 - 日本國有鐵道（國鐵）名寄本線六興臨時乘降場（局（日语：鉄道管理局）設定）啟用。
- 1987年（昭和62年）4月1日 - 伴隨國鐵分割民營化，車站由北海道旅客鐵道（JR北海道）營運。同時升級至車站，名為六興站。
- 1989年（平成元年）5月1日 - 名寄本線全線廢除，此站也廢除。

## 車站構造
截至車站廢除前，車站是一座地面車站，設有1面1線的單式月台。月台位於站內南邊。由於車站源自臨時乘降場，因此此站為無人車站。

## 站名的由來
車站名稱取自所在地區名。地區名取自附近跨越興部川的橋樑名稱。該橋粱是興部市區內第六座橋樑，因此名為「六興橋」。

## 車站周邊
- 國道239號（日语：国道239号）（天北國道）[3]
- 六興地區村落中心
- 興部川[3]
- 名士巴士（日语：名士バス）「六興4線」巴士站

## 現況
截至2000年（平成12年），站內已經沒有任何痕蹟，因此不清楚車站實際位置。截至2010年（平成22年）也是同樣。

## 相鄰車站
北海道旅客鐵道（JR北海道）
名寄本線
西興部－六興－中興部

## 注腳
1. ↑  書籍《北海道の駅878ものがたり 駅名のルーツ探究》（監修：太田幸夫，富士Comtem，2004年2月發行）220頁。
2. 1 2  書籍《北海道の駅878ものがたり 駅名のルーツ探究》（監修：太田幸夫，富士Comtem，2004年2月發行）186頁。
3. 1 2  書籍《北海道道路地図 改訂版》（地勢堂，1980年3月發行）18頁。
4. ↑  書籍《鉄道廃線跡を歩くVII》（JTB出版，2000年1月發行）40頁。
5. ↑  書籍《新 鉄道廃線跡を歩く1 北海道・北東北編》（JTB出版，2010年4月發行）34頁。